# لئونید تکاچنکو (بازیکن فوتبال)
لئونید ایوانوویچ تکاچنکو (روسی: Леонид Иванович Ткаченко؛ ۱ اکتبر ۱۹۵۳ – ۴ ژانویهٔ ۲۰۲۴) بازیکن سابق شوروی و مربی اوکراینی-روسی بود.

## حرفه
تکاچنکو بیشتر دوران حرفه ای خود را برای تیم متالیست خارکف گذراند و این باشگاه را به صعود از لیگ اول شوروی به لیگ برتر شوروی در سال ۱۹۸۱ سرمربیگری کرد.
همراه با میکولا پاولوف به عنوان مربی موقت برای تیم ملی فوتبال اوکراین در هنگام سفر به بلاروس برای بازی دوستانه مقابل تیم ملی فوتبال بلاروس حضور یافت. او و پاولوف قبل از آن دستیار ویکتور پروکوپنکو بودند. در سال ۲۰۰۰، او به روسیه مهاجرت کرد و تابعیت روسیه را گرفت.